# エアフルト-ライプツィヒ/ハレ高速線

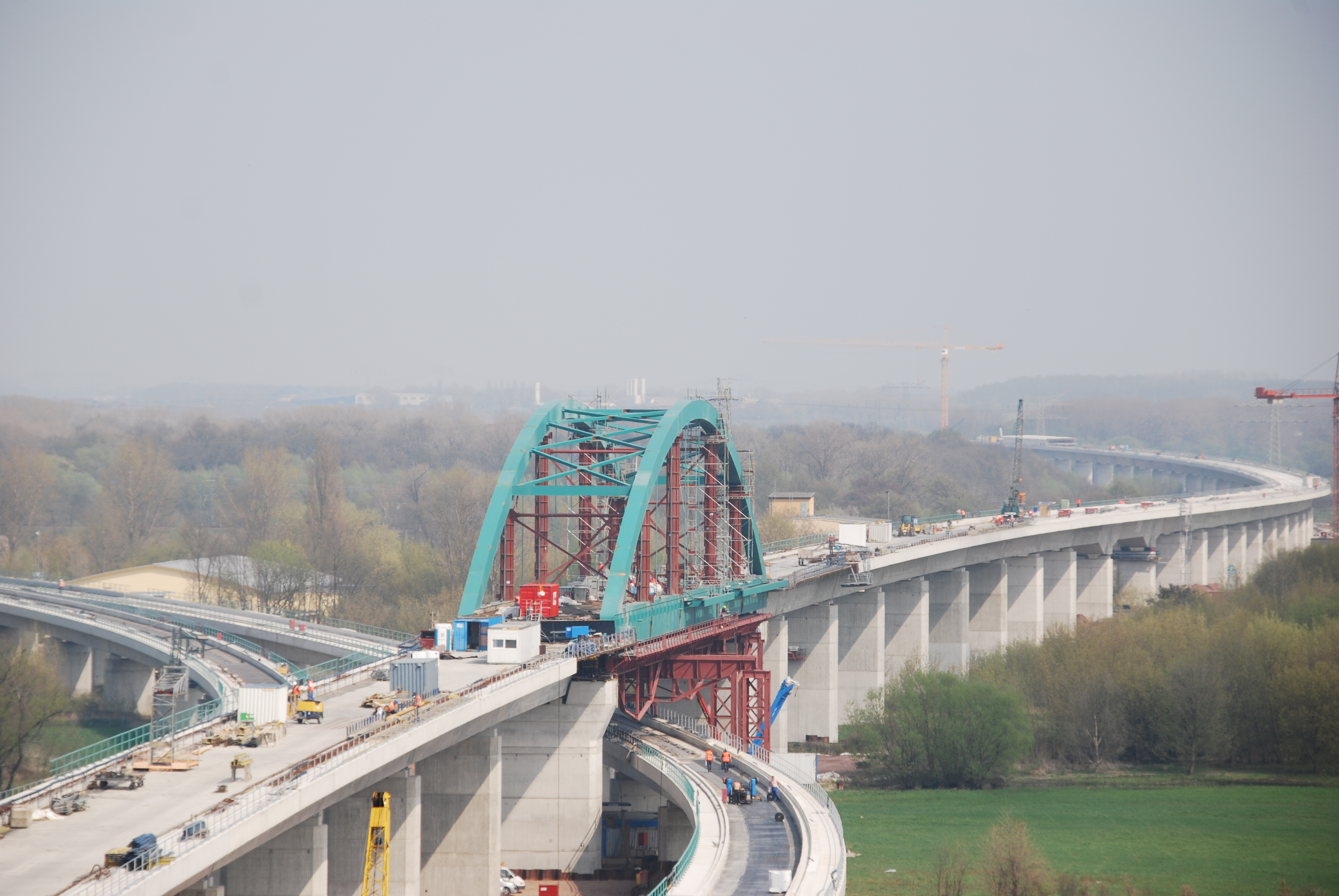
ライプツィヒ方面へ向かう本線とハレ方面へ向かう支線が分岐するプラネナ分岐点

エアフルト-ライプツィヒ/ハレ高速線 (エアフルト-ライプツィヒ/ハレこうそくせん、ドイツ語: Neubaustrecke Erfurt–Leipzig/Halle) はドイツ連邦共和国テューリンゲン州の州都エアフルトのエアフルト中央駅とザクセン州ライプツィヒのライプツィヒ中央駅およびザクセン＝アンハルト州ハレのハレ＝アーメンドルフ駅を結ぶ総延長124.432kmの高速鉄道路線である。

## 概要
欧州横断ネットワーク（TEN-T）の1号線（ベルリン - ミュンヘン - ローマ - パレルモ）の一部分であると共に、ドレスデン - フランクフルト間を結ぶ路線の一部でもある。北側はベルリン-ハレ線およびトレーブニッツ-ライプツィヒ線に接続しているほか、南側はニュルンベルク-エアフルト高速線に接続している。将来的にベルリン - ミュンヘン間の所要時間は約4時間である。
本線の最高速度は300km/hであるが、ハレ支線の最高速度は160 km/hである。全長124kmのうち3本のトンネルが合計15.4km、6箇所の高架橋が合計14.4km以上を占める。全長約6,465mのザーレ＝エルスター高架橋はドイツ最長の橋梁であり、ヨーロッパ最長の鉄道橋である。また、全長2,668mのウンシュトルト高架橋はドイツで2番目に長い鉄道橋である。
2015年12月13日に営業を開始し、ICEの所要時間はエアフルト - ライプツィヒ間121kmは70分から43分に、エアフルト - ハレ間92kmは75分から34分に短縮された。2014年に概算された総費用は29.67億ユーロである。

## 沿革
1996年10月2日にグレーバース - ライプツィヒ間の工事が開始されたが、1999年には資金難からフランツ・ミュンテフェーリング交通相が既に開始されていた工事を中止させた。 
2001年初頭にはライプツィヒ - グレーバース間の建設工事が遅れるとの見解が示された。2002年3月10日にはゲアハルト・シュレーダー首相が建設再開の方針を示し、ドイツ鉄道はこの決定を歓迎した。2002年2月末になってもクルト・ボーデヴィヒ前交通相は依然として計画は不透明であると主張していた。かつての鉱山地帯であることから地質学的な問題が生じ、グレーバース分岐点を経由する区間の完成は2003年に延期された。ライプツィヒ・メッセ駅 - ライプツィヒ/ハレ空港駅間23kmの新線に3億7000万ユーロが投資された。この区間の最高速度は160km/hであり、2003年6月30日に開業した。
ザウバッハ高架橋の建設は2004年に開始された。工事の第一段階として2005年10月に南側からのハレへの接続線の建設が開始された。アーメンドルフ駅の南側には新たなホームが建設された。新たな電子連動装置を制御する4ヶ所の信号扱所と全長6,300mの遮音壁が建設された。工事終了後に最高速度が120km/hから160km/hに引き上げられた。これらの工事にはヨーロッパ地域開発基金からの6,440万ユーロを含め、総額9,250万ユーロが投資された。5.6kmの区間の高速化は2008年5月末に完成した。工事の第二段階は2010年から翌11年にかけて行われ、新線への接続線が建設された。
ザーレ＝エルスター高架橋の建設は2006年に開始され、同年12月にはザウバッハ高架橋 が完成した。2007年夏からエアフルト - ブットシュテット間の高架橋の建設が行われ、同年9月にフィンネトンネルの西側の工事が開始された。2008年4月30日には線内最長のトンネルであるフィンネトンネルの建設が開始された。
2008年9月から2010年にかけて、工事区域にて7500年以上前の遺跡が発掘された。8つの発掘チームで合計150人の従業員が雇われた。ドイツ最大級の考古学的発掘であり、発掘には約1,100万ユーロを要した。
2012年にはフィンネトンネル、ザーレ＝エルスター高架橋およびオスターベルクトンネルが完成した。同年12月にはエアフルト - グレーバース間の工事完成記念式典が行われた。2013年11月にはに架線設置工事が開始され、翌年8月25日に完了した。2014年8月にはザーレ＝エルスター高架橋にて2編成の重量級の貨物列車を用いて試運転が行われた。

### グレーバース - ライプツィヒ＝モッカウ間
ライプツィヒ/ハレ空港駅 - ライプツィヒ＝モッカウ駅間は2002年12月15日のダイヤ改正時に運行が開始された。ライプツィヒ/ハレ空港駅は一時的な終着駅であった。
グレーバース分岐点付近は2003年4月24日まで工事が行われていたが、同年6月30日にグレーバース - ライプツィヒ/ハレ空港駅間の運行が開始された。この時からライプツィヒ - ハレ間の長距離列車は全て新線経由になり、レギオナルエキスプレスのRE5系統が1時間おきに運行されている。
2003年時点で1日当たり合計70本以上の長距離列車および地域列車が運行されていた。2003年10月13日にはICE Sの330km/hでの試運転が開始された。ライプツィヒ・シティ・トンネルの開通により、かつてはRE5系統として運行されていた ツヴィッカウに至る列車は現在では中部ドイツSバーンS5号線およびS5X号線として運行されている。

### エアフルト - グレーバース - ハレ＝アーメンドルフ間
2014年9月1日から19日にかけてICE Sの高速試運転が行われ、9月5日にはエアフルト - グレーバース間で最高速度330km/hに到達した。 2015年3月から10月にかけてETCSの技術の確認のために約900回の試運転が行われた。2015年9月4日にはエアフルト - ライプツィヒ/ハレ間で試運転が開始された。
2015年12月9日の開業記念式典にはアンゲラ・メルケル首相およびドイツ鉄道社長のリュディガー・グルーべも出席した。2015年12月13日から通常ダイヤでの運行が開始され、最初の列車はライプツィヒ - ヴィースバーデン間を結ぶICE1654列車であった。
営業開始から100日の間の利用状況は好調であった。最初の2ヶ月で乗客は35%増加し、総計75万人の旅客が利用した。調査では多くの通勤客が鉄道利用に切り替えたとされる。

## 駅

### 本線
- エアフルト中央駅（ドイツ語版）
- ライプツィヒ/ハレ空港駅（ドイツ語版）
- ライプツィヒ・メッセ駅（ドイツ語版）
- ライプツィヒ中央駅

### 支線
- ハレ＝アーメンドルフ駅
- ハレ中央駅

## 運行形態

### 旅客輸送
- ICE 11: シュトゥットガルト - フランクフルト - エアフルト - ライプツィヒ - ベルリン - ハンブルク。120分ごと。
- ICE 15: フランクフルト - エアフルト - ハレ（ザーレ） - ベルリン。120分ごと。
- ICE 18: ミュンヘン - ニュルンベルク - エアフルト - ハレ（ザーレ） - ベルリン。120分ごと。
- ICE 28: ミュンヘン - ニュルンベルク - エアフルト - ライプツィヒ - ベルリン。120分ごと。
- ICE 29: ミュンヘン - ニュルンベルク - エアフルト - ハレ（ザーレ） - ベルリン。1日5往復。
- ICE 50: ヴィースバーデン - フランクフルト - エアフルト - ライプツィヒ - ドレスデン。120分ごと。

### 貨物輸送
ドイツ鉄道ネッツは2016年初に貨物列車運行の開始を展望して、2017年に通行量が増加すると予想した。しかし貨物列車の配車申請は2016年から2019年まで実際に1件もなかった。2022年8月10日に貨物列車は最初にエスペンハイン - エムレーベン間を通行した。